# Кунинова
Кунинова (укр. Кунінова) — село,
Васильковский сельский совет,
Петропавловский район,
Днепропетровская область,
Украина.
Код КОАТУУ — 1223881203. Население по переписи 2001 года составляло 72 человека.

## Географическое положение
Село Кунинова находится на расстоянии в 0,5 км от села Сидоренко и в 1-м км от посёлка Васильковское.
Рядом проходит автомобильная дорога Т-0431.